# Wien Südtiroler Platz
A Wien Hauptbahnhof - Südtiroler Platz, röviden Wien Südtiroler Platz, S-Bahn- és U-Bahn-állomás, a Südtiroler Platz területén található csomópont, amely a bécsi főpályaudvar része. Részben már az 1950-es évek végén megnyílt Wien Südtiroler Platz néven, de csak 2012. december 9-től integrálódott az akkor üzembe helyezett főpályaudvarba. Az Osztrák Szövetségi Vasutak (ÖBB) Wien Hauptbahnhof (Südtiroler Platz) megállójából, a Südtiroler Platz - Hauptbahnhof metróállomásból, a belvárosi villamos- és buszjáratok néhány megállójából, valamint a regionális és nemzetközi buszjáratok buszpályaudvarából áll. Ezenkívül a 2017. decemberi menetrendváltástól a 2019. decemberi menetrendváltásig a WESTBahn magántársaság salzburgi WESTblue vonala is kiszolgálta.

## Helyszín
Az állomás Bécs 4. kerülete (Wieden) és a 10. kerülete (Favoriten) közötti kerületi határon, a Wiedner Gürtel (B221-es állami út) és a Favoritenstraße kereszteződésénél található, Südtiroler Platz néven. A Wiedner Gürtel kelet-nyugati irányban halad, és a Südtiroler Platz alatt egy aluljáróban halad át. A Favoritenstraße észak-déli irányban keresztezi a Südtiroler Platzot; közvetlenül délre a Laxenburger Straße veszi fel a Favoritenstraße autó- és villamosforgalmát, amely onnantól kezdve gyalogosövezet. A kereszteződéstől délkeletre alakították ki a pályaudvar előterét.
A Südtiroler Platz és a Laxenburger Straße között a Favoritenstraße-t a Südbahn egy hídon keresztezi. Ezt 2009 és 2012 között átépítették, amikor a régi Wien Südbahnhof lebontásával és az új Hauptbahnhof építésével a vonalat délkeletre kellett terelni.

## Átszállási kapcsolatok
| U1 (Oberlaa ↔ Leopoldau)        |                                                 |
| Állomás                         | Átszállási kapcsolatok                          |
| Südtiroler Platz – Hauptbahnhof | S1 , S2 , S3 , S4 , S60 , S80 18, D, O 13A, 69A |

## Vasúti forgalom
| Vonal | Útvonal |
| ----- | --- |
|       | Regional- és Regionalexpress vonatok Payerbach-Reichenau, Wiener Neustadt, Břeclav, Znojmo felé |
| S1    | Wien Meidling – Wien Matzleinsdorfer Platz – Wien Hauptbahnhof 1-2 – Wien Quartier Belvedere – Wien Rennweg – Wien Mitte – Wien Praterstern – Wien Traisengasse – Wien Handelskai – Wien Floridsdorf – Wien Siemensstraße – Wien Leopoldau – Wien Süßenbrunn – Gänserndorf – Marchegg                                                                                                 |
| S2    | Mödling – Wien Liesing – Wien Atzgersdorf – Wien Hetzendorf – Wien Meidling – Wien Matzleinsdorfer Platz – Wien Hauptbahnhof 1-2 – Wien Quartier Belvedere – Wien Rennweg – Wien Mitte – Wien Praterstern – Wien Traisengasse – Wien Handelskai – Wien Floridsdorf – Wien Siemensstraße – Wien Leopoldau – Gerasdorf – Wolkersdorf – Mistelbach (– Laa an der Thaya)                  |
| S3    | Wiener Neustadt Hauptbahnhof – Baden – Wien Liesing – Wien Atzgersdorf – Wien Hetzendorf – Wien Meidling – Wien Matzleinsdorfer Platz – Wien Hauptbahnhof 1-2 – Wien Quartier Belvedere – Wien Rennweg – Wien Mitte – Wien Praterstern – Wien Traisengasse – Wien Handelskai – Wien Floridsdorf – Wien Brünner Straße – Wien Jedlersdorf – Wien Strebersdorf – Stockerau – Hollabrunn |
| S60   | Wiener Neustadt Hauptbahnhof – Ebenfurth – Wien Blumental – Wien Meidling – Wien Hauptbahnhof 9-12 – Wien Grillgasse – Kledering – Himberg – Gramatneusiedl – Trautmannsdorf a.d. Leitha – Sarasdorf – Wilfleinsdorf – Bruck an der Leitha |
| S80   | Wien Hütteldorf – Wien Speising – Wien Meidling – Wien Matzleinsdorfer Platz – Wien Hauptbahnhof 9-12 – Wien Simmering – Wien Haidestraße – Wien Praterkai – Wien Stadlau – Wien Erzherzog-Karl-Straße – Wien Hirschstetten – Wien Aspern Nord |

## Lásd még
- Ausztria vasútállomásainak listája
- Bécs metróállomásainak listája